# Dorothea Orem
Dorothea Elizabeth Orem (Baltimora, 1914 – Savannah, 22 giugno 2007) è stata un'infermiera statunitense, che ha ideato un modello infermieristico che da lei ha preso il nome di "modello Orem", noto anche come "Self Care Deficit Nursing Theory".
In base a studi fatti ed esperienze acquisite, secondo la Orem:
In base alla teoria della Orem i pazienti sono visti come agenti "self-care" capaci di effettuare scelte consapevoli riguardo alla propria salute. Il "Self-care" si riferisce alle azioni che le persone mettono in campo e che sono richieste per mantenere un'integrità strutturale e funzionale. L'abilità del soggetto di condurre un'azione self-care è strettamente correlato al concetto del self-care agency (organizzazione del self-care). Si struttura un deficit nella capacità di self-care quando non possediamo una sufficiente organizzazione cognitiva di auto cura che permetta di soddisfare tutti i requisiti necessari alle scelte consapevoli in base alla nostra salute.

## Self-Care Deficit Nursing Theory (SCDNT)
Questa teoria, conosciuta anche come Modello Orem, è attuabile in diversi contesti sanitari, come le Unità di Terapia Intensiva (UTI), le cliniche ambulatoriali, l'infermieristica di comunità, le case di riposo, gli hospice e i centri di riabilitazione. Essa specifica che l'assistenza infermieristica è necessaria quando richiesta da un paziente, o dai suoi genitori se minorenne, incapace o fortemente limitato nella cura di sé per un lungo periodo. Si identificano le seguenti modalità d'aiuto:
- Sostituirsi al paziente
- Fargli da guida
- Fornirgli un sostegno
- Predisporre un ambiente che promuove lo sviluppo personale in relazione alle contingenze future
- Insegnargli come si fa

## Riconoscimenti
- Dottorati Honoris Causa:[5][6]
  - Doctor of Science (DSc): Università di Georgetown (1976)
  - Doctor of Science (DSc): University of the Incarnate Word (UIW) in San Antonio, Texas (1980)
  - Doctor of Humane Letters (DHumLitt): Wesleyan University, Bloomington, Illinois (1988)
  - Doctor Honoris Causae, Università del Missouri (1998)
- Premi speciali:
  - Catholic University of America Alumni Achievement Award for Nursing Theory (1980)
  - Linda Richards Award, National League for Nursing (1991)
  - Honorary Fellow of the American Academy of Nursing (1992).